# بردفرد (نیوهمپشایر)
بردفرد (به انگلیسی: Bradford) شهری در ایالت نیوهمپشایر کشور ایالات متحده آمریکا است که جمعیت آن در سرشماری سال ۲۰۱۰ میلادی، ۳۵۶ نفر بوده‌است.

## نگارخانه

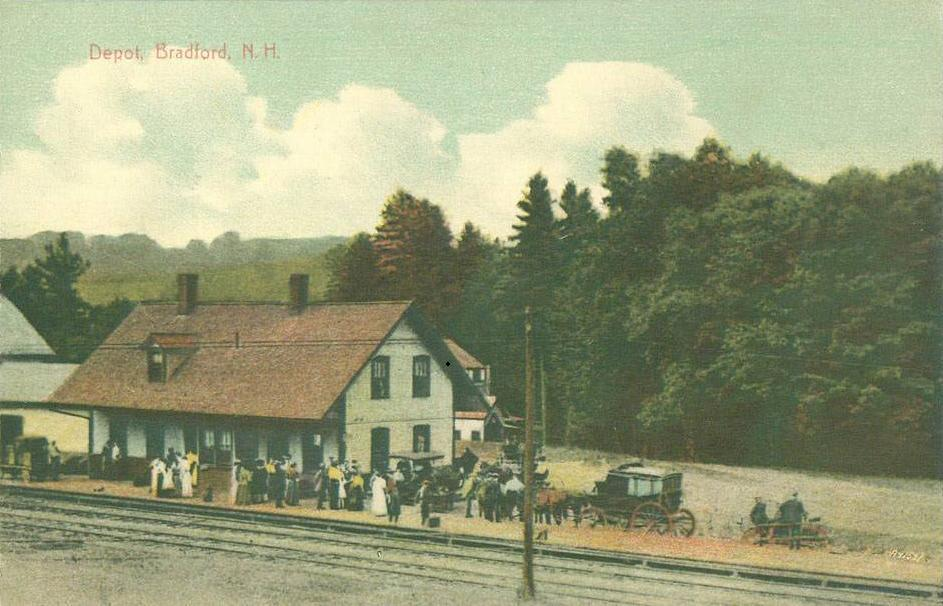
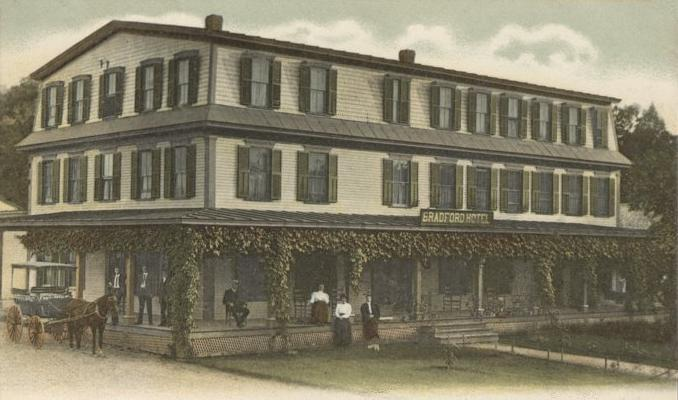
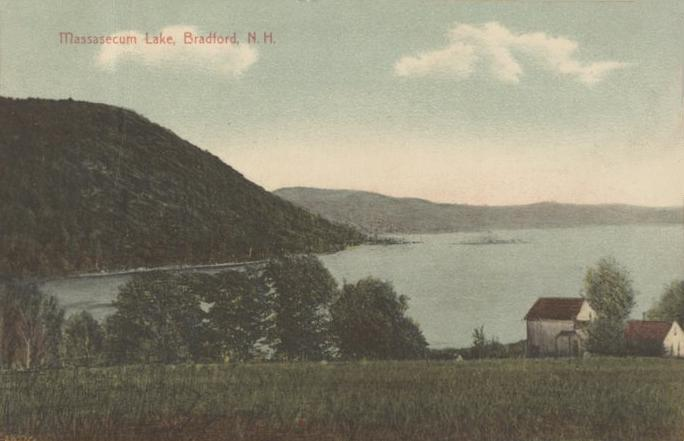